# Foce dei Tre Confini
La Foce dei Tre Confini (A Foxe in lingua ligure) è un valico dell'Appennino Ligure poco lontano dal monte Gottero (1640 m), il monte più alto della provincia della Spezia.
Il passo si trova tra le valli, parte della Val di Vara e quella del Gotra tributaria del Taro e collega Sesta Godano con Albareto. 
Il passo si trova al confine fra tre regioni (Toscana, Emilia-Romagna e Liguria) e storicamente ha costituito un punto di triplice frontiera fra tre stati preunitari fino al 1860. 
Infatti fino al 1797 costituiva il confine tra la Repubblica di Genova, il Granducato di Toscana e il Ducato di Parma; dopo l'annessione dell'effimera Repubblica genovese al Regno di Sardegna divenne il punto di confine tra il Regno di Sardegna, il  Granducato di Toscana e Ducato di Parma.

Tuttora sul passo ci sono termini di confine datati 1780 e posti dalla Repubblica di Genova, dal Granducato di Toscana e dal Ducato di Parma.
Il valico si trova sull'Alta Via dei Monti Liguri che collega Ventimiglia a Bolano.